# Donald Reed
Donald Reed (Ernesto Avila Guillen, né à Mexico le 23 juillet 1901, mort à Westwood (Los Angeles) le 28 février 1973) est un acteur mexicain devenu ultérieurement consultant vidéo. Il apparaît dans plus de 40 films entre 1925 et 1939.

## Filmographie
- 1925 : Any Woman : Tom Galloway
- 1925 : His Secretary : Head Clerk
- 1926 : Une femme aux enchères (The Auction Block) de Hobart Henley : Carter Lane
- 1926 : Tom, champion du stade (Brown of Harvard) de Jack Conway : Reggie Smythe
- 1927 : Convoy : Smith's assistant
- 1927 : Naughty but Nice : Paul Carroll
- 1928 : Mad Hour : Jack Hemingway Jr
- 1928 : Mark of the Frog
- 1928 : Night Watch : Lieutenant D'Artelle
- 1928 : Show Girl : Alvarez Romano
- 1929 : A Real Girl : Kyle Stannard
- 1929 : Evangeline : Baptiste
- 1929 : A Most Immoral Lady : Pedro the Gigolo
- 1929 : Little Johnny Jones : Ramon
- 1930 : Le Spectre vert : Major Mallory
- 1930 : The Texan : Nick Ibarra
- 1930 : Men Without Law (1930) : Ramon del Rey
- 1930 : Are You There? : Young Man
- 1930 : Playthings of Hollywood : Barry Gaynor
- 1931: Aloha : Kahea
- 1931 : Hollywood, City of Dreams
- 1932 : Santa : Marcelino
- 1932 : Soul of Mexico
- 1932 : The Racing Strain : Rival Car Driver
- 1933: The Man from Monterey : Don Luis Gonzales
- 1933 : The Wolf Dog : Swanson
- 1934 : Uncertain Lady (en)  : Carlos Almirante
- 1934 : Happy Landing : Paul
- 1935: Six Gun Justice : Marshal Jack McDonald
- 1935 : The Cyclone Ranger : Juan Castalar
- 1935 : The Devil Is a Woman : 'Cousin' Miguelito (non crédité)
- 1935 : The Vanishing Riders : Frank Stanley
- 1935 : The Fighting Marines (Serial) : Pedro : Henchman
- 1936 : Darkest Africa (serial) : Negus [Chs. 11-12]
- 1936 : Special Agent K-7 : Billy Westrop
- 1936 : One Rainy Afternoon : Minor Role (non crédité)
- 1936 : Ramona : Vaquero (non crédité)
- 1936 : Law and Lead : Pancho Gonzales, aka The Juarez Kid
- 1937 : Under Strange Flags (en) : Garcia
- 1937 : The Last Train from Madrid : Husband (non crédité)
- 1937 : Slaves in Bondage : Phillip Miller
- 1937 : The Legion of Missing Men : Arab (non crédité)
- 1937 : The Firefly : French Officer (uncredited)
- 1937 : Dans les mailles du filet (Renfrew of the Royal Mounted) de Albert Herman : Constable MacDonald
- 1938 : Juvenile Court : Reporter (non crédité)
- 1939 : Midnight  : Ferdinand : Eve's Chauffeur (non crédité)
- 1939 : Mad Youth  : Club Emcee (non crédité)